# Bert-Jan Lindeman
Pour les articles homonymes, voir Lindeman.
Bert-Jan Lindeman (né le 16 juin 1989 à Emmen aux Pays-Bas) est un coureur cycliste néerlandais. Il a notamment remporté une étape du Tour d'Espagne 2015.

## Biographie

### Jeunesse et carrière amateur
Bert-Jan Lindeman commence le cyclisme à l'âge de sept ans. Pour sa deuxième année en catégorie juniors, il court au Peddelaars Hoogeveen. En 2008, il commence sa première année en espoirs avec ce club, puis rejoint l'équipe Asito après deux victoires au Tour de Groningue et lors d'un critérium à De Wijk. Avec Asito, il gagne sa première course à l'étranger, le Grand Prix des Flandres françaises.
En deuxième année espoirs, en 2009, il est membre de l'équipe continentale KrolStone. Il se classe deuxième du Tour du Limbourg et du Tour du Brabant central, troisième du Hel van Voerendaal. En fin d'année, il est sixième du Tour de Séoul, course de l'UCI Asia Tour, en Corée du Sud.
En 2010, Bert-Jan Lindeman rejoint la formation Jo Piels, autre équipe continentale néerlandaise. En début de saison, il gagne le Ster van Zwolle. En mai, il est quatrième du Grand Prix de Francfort espoirs et gagne une étape du Tour de Gironde, en France. En août, en Norvège, il obtient deux troisièmes places d'étapes et la deuxième finale de la Festningsrittet, et en remporte le classement des jeunes. Il participe au Tour de l'Avenir avec l'équipe nationale des moins de 23 ans. Deuxième de la deuxième étape, il porte le maillot à pois du classement de la montagne pendant deux jours. En 2011, il se classe quatrième du Ster van Zwolle et de Liège-Bastogne-Liège espoirs et dixième du Tour de Gironde.
En août 2011, il intègre en tant que stagiaire l'équipe néerlandaise Vacansoleil-DCM, dotée d'une licence ProTeam. Avec elle, il participe au Tour du Danemark, où il se classe cinquième de l'étape la plus difficile et quatorzième du classement général. Ses résultats convainquent la direction de Vacansoleil-DCM de lui faire signer un contrat de deux ans. Avec l'équipe des Pays-Bas des moins de 23 ans, il participe à la course en ligne de cette catégorie aux championnats du monde, au Danemark, et en prend la 64e place.

### Carrière professionnelle
En février 2012, désormais professionnel avec Vacansoleil-DCM, Bert-Jan Lindeman gagne en début de saison le classement de la montagne de l'Étoile de Bessèges puis le Tour de Drenthe II. En juin, il est troisième du championnat des Pays-Bas sur route. Il dispute son premier grand tour, le Tour d'Espagne, qu'il termine à la 143e place. En septembre, il est sélectionné en équipe nationale pour la course en ligne des championnats du monde, dans le Limbourg néerlandais, en tant qu'équipier,. Il est centième de cette course, le meilleur Néerlandais étant Lars Boom, cinquième.
En 2015, Lindeman rejoint l'équipe Lotto NL-Jumbo. Il participe sous ses nouvelles couleurs au Tour d'Italie 2015. Échappé dans la deuxième étape, il passe en tête à la côte de Prazonanino et devient ainsi le premier porteur du maillot bleu de meilleur grimpeur du Giro 2015. En deuxième partie de saison, il remporte la 7e étape sur le Tour d'Espagne au sommet de La Alpujarra, après s'être détaché d'un groupe d'échappée de cinq hommes qui s'était formé peu après le départ. Au cours des années suivantes, il n'obtient pas de performance notable et son contrat n'est pas renouvelé après la saison 2020. 
En 2021, il signe avec l'équipe Qhubeka pour relever de nouveaux défis dans un nouvel environnement. Cependant, il termine la saison sans un seul point au classement UCI. Après la dissolution de son équipe, il ne réussit pas à trouver un nouveau contrat dans une équipe professionnelle. C'est ainsi qu'en 2022, il devient membre de l'équipe continentale VolkerWessels, pour laquelle il court pendant trois ans. Il décroche un podium chaque saison, terminant deuxième de l'Olympia's Tour 2022, troisième d'une étape du ZLM Tour 2023 et troisième de l'Arno Wallaard Memorial 2024. À l'issue de l'année 2024, il se retrouve à nouveau sans équipe.

## Palmarès
| - 2008 - Tour de Groningue - Grand Prix des Flandres françaises - 2e du PWZ Zuidenveldtour - 2009 - 2e du Tour du Limbourg - 2010 - Ster van Zwolle - 3e étape du Tour de Gironde - 2e de la Festningsrittet - 2011 - PWZ Zuidenveldtour - 2012 - Tour de Drenthe - Ronde van Drenthe - 3e du championnat des Pays-Bas sur route | - 2014 - Ster van Zwolle - Classement général du Tour de Bretagne - Tour de l'Ain : - Classement général - 3e étape - 2e d'À travers Drenthe - 3e du Tour de Drenthe - 2015 - 7e étape du Tour d'Espagne - 2e du Tour de Drenthe - 2022 - 2e de l'Olympia's Tour - 2024 - 3e de l'Arno Wallaard Memorial |  |

## Résultats sur les grands tours

### Tour de France
1 participation
- 2016 : 94e

### Tour d'Italie
3 participations
- 2015 : 95e
- 2018 : 114e
- 2021 : 122e

### Tour d'Espagne
5 participations
- 2012 : 143e
- 2015 : 99e, vainqueur de la 7e étape
- 2017 : 110e
- 2018 : 136e
- 2021 : 131e

## Classements mondiaux
| Année                                 | 2008  | 2009 | 2010 | 2011 | 2012 | 2013 | 2014 | 2015 | 2016  | 2017 | 2018  | 2019 | 2020 | 2021 | 2022  | 2023  | 2024  |
| ------------------------------------- | ----- | ---- | ---- | ---- | ---- | ---- | ---- | ---- | ----- | ---- | ----- | ---- | ---- | ---- | ----- | ----- | ----- |
| UCI World Tour                        |       |      |      |      | nc   | nc   |      | 125e | nc    | nc   | 359e  |      |      |      |       |       |       |
| Classement mondial                    |       |      |      |      |      |      |      |      | 2199e | 796e | 2108e | nc   | 556e | nc   | 1253e | 1762e | 1577e |
| UCI Europe Tour                       | 1217e | nc   | 259e | 435e |      |      | 10e  |      | nc    | 494e | nc    | nc   | 453e | nc   | 873e  | nc    | nc    |
| UCI Asia Tour                         | nc    | nc   | 201e | nc   |      |      | nc   |      | nc    | nc   | nc    |      |      |      |       |       |       |
|                                       |       |      |      |      |      |      |      |      |       |      |       |      |      |      |       |       |       |
| Légende : nc = non classéSource : UCI |       |      |      |      |      |      |      |      |       |      |       |      |      |      |       |       |       |